# Steen Blicher (calciatore)
Steen Steensen Blicher (Copenaghen, 11 gennaio 1899 – Frederiksberg, 1º agosto 1965) è stato un calciatore danese, di ruolo difensore.